# The Midnight Meat Train
The Midnight Meat Train (no Brasil O Último Trem; em Portugal O Comboio dos Mortos) é um filme estadunidense dirigido por Ryuhei Kitamura. Estreou em 1 de agosto de 2008. O roteiro, de Jeff Buhler, é uma adaptação do livro "Midnight Meat Train", de Clive Barker.

## Enredo
A história é centrada em Leon (Bradley Cooper) um fotógrafo que se vê obrigado a tirar fotos do lado negro da humanidade, sempre durante a noite, para que tenha suas fotos expostas na galeria de arte de uma grade expositora, Susan Hoff (Brooke Shields). Em uma noite acaba se deparando com uma tentativa de abuso em um metrô, contra uma modelo, que acaba desaparecendo depois de pegar o último trem da noite. Leon ao ver as fotos tiradas da modelo, percebe que no trem estava Mahogany (Vinnie Jones), um açougueiro extremamente estranho. Leon começa a segui-lo então, para tirar fotos dele, o que acaba virando uma obsessão, ao descobrir que ele pode ser um assassino. Em uma dessas perseguições, ele vê Mahogany esquartejando duas pessoas no trem, e acaba sendo pego, acordando depois de algumas horas no subsolo do açougue, em uma estação de trem abandonada, e é atacado por uma criatura, mas não é morto. Ele escapa do lugar, mas traz agora consigo uma estranha marca em seu peito. Sua namorada, Maya (Leslie Bibb) fica muito preocupado com o comportamento de Leon, e na mesma noite vai atrás de Mahogany, no último trem da noite, pois seu amigo Jurgis (Roger Bart) está no trem entre a vida e a morte. Leon, que está na exposição de suas fotos, decide também ir atrás de Mahogany, no último trem. No trem, Mahogany descobre os dois, e tenta matá-los, mas Leon consegue o jogar para fora do trem, mais já é tarde, novamente eles estão na estação abandonada no subsolo, junto com as criaturas, e vários corpos pendurados no último vagão do trem. Recebem a ordem do maquinista (Tony Curran) para ficar longe dos corpos, pois as criaturas têm que se alimentar. Leon se perde de Maya e Mahogany novamente aparece, os dois lutam e Leon acabando matando Mahogany. É nessa hora que o maquinista aparece, e conta para Leon a história das criaturas, explicando a ele que há muitos anos um grupo de pessoas leva os mortos para servirem de alimento para essas criaturas, para evitar que elas sejam descobertas. Leon fica aterrorizado ao ver uma das criaturas devorar Maya. Perplexo ele acaba, com a morte de Mahogany, virando o novo assassino do último trem.[carece de fontes?]

## Elenco
- Bradley Cooper ... Leon
- Leslie Bibb ... Maya
- Vinnie Jones ... Mahogany
- Roger Bart ... Jurgis
- Brooke Shields ... Susan Hoff

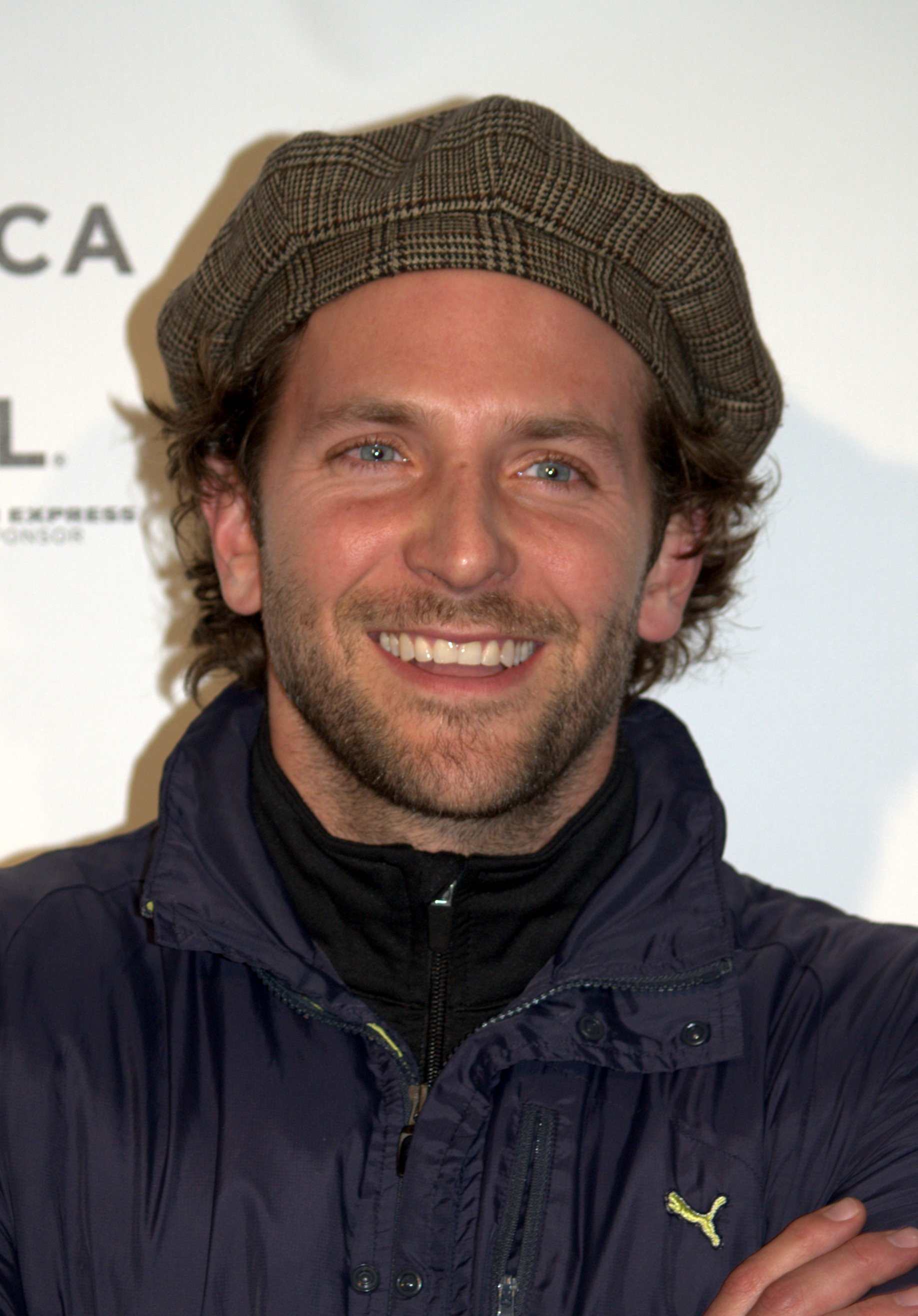
Bradley Cooper interpreta Leon.

- Barbara Eve Harris ... detetive Lynn Hadley

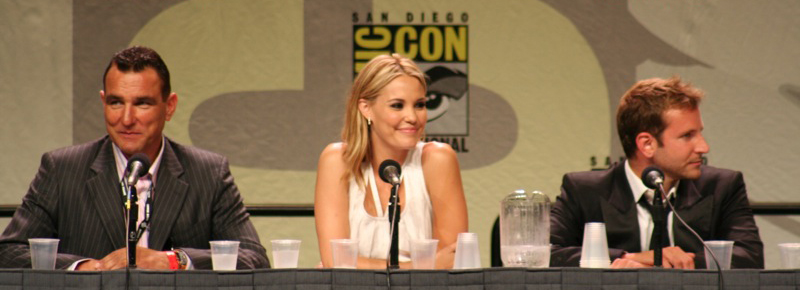
Os atores Vinnie Jones, Leslie Bibb e Bradley Cooper na Comic-Con promovendo The Midnight Meat Train.

- Tony Curran ... maquinista

## Recepção
O Metacritic, que usa uma média ponderada, atribuiu ao filme uma pontuação de 58 em 100, baseado em 4 críticos, indicando críticas "mistas ou médias".